# Arnold Jan Bernard van Suchtelen
Arnold Jan Bernard van Suchtelen, heer van de Haare 1814-, (Olst, 30 oktober 1770 - Zwolle, 21 januari 1849) was een Nederlands bestuurder, burgemeester van Deventer en lid van de Tweede Kamer. Hij behoorde tot een Deventer regentenfamilie.

## Biografie
Hij was de zoon van Jan van Suchtelen, heer van de Haare 1767- (1733-1803), bewindvoerder van de West-Indische Compagnie en lid van de vroedschap en schepen van Deventer, en Josina Cecillia van Buren (1743-1818). Zijn grootvader was schepen en burgemeester van Deventer. Van Suchtelen schreef zich op 15 september 1789 in voor een studie Romeins en hedendaags recht aan de Hogeschool Leiden, doch deze heeft hij nooit tot voltooiing gebracht.

### Burgemeester
Hij bekleedde de functie van adjunct-maire van Deventer van 3 februari 1808 tot 26 juli 1811. In 1813 en 1814 onderhandelde hij met de Franse bezetters tijdens het beleg van Deventer. 
Op 14 december 1815 werd Van Suchtelen benoemd tot president-burgemeester. Indertijd werd Deventer nog bestuurd door meerdere burgemeesters. Nadat een nieuw reglement voor de Overijsselse besturen was ingevoerd, werd Van Suchtelen op 28 februari 1824 bij koninklijk besluit benoemd tot enig burgemeester. Op 25 maart 1829 verzocht hij koning Willem I om eervol ontslag als burgemeester. Dit verzoek werd op 17 mei 1829 gehonoreerd.

### Landelijk politicus
In 1814 en 1815 was hij lid van de Staten-Generaal der Verenigde Nederlanden, aansluitend werd hij in 1815 lid van de nieuwe Tweede Kamer der Staten-Generaal. Hij was lid van de Tweede Kamer van 21 september 1815 tot 19 oktober 1835.
Op 20 februari 1816 werd hij verheven in de adelstand. In dat jaar werd hij lid van de Ridderschap van Overijssel.
In 1829 en 1830 raakte Van Suchtelen verwikkeld in een conflict met toenmalige gouverneur van Overijssel Berend Hendrik Bentinck tot Buckhorst, die hem onbehoorlijk bestuur verweet. Het lukte Van Suchtelen niet om een nieuwe functie te vinden en toen hij Willem I om hulp vroeg, werd hij verwezen naar Bentinck. Van Suchtelen beschouwde de tegenslagen in de laatste periode van zijn loopbaan als een complot tegen zijn familie. Hij nam wel plaats in de Raad van State van 28 september 1832 tot 21 januari 1849.

### Familie
Van Suchtelen trouwde op 22 september 1793 te Den Haag met Antonia Henriëtta van Bu(u)ren (1764), die op 14 januari 1795 stierf. Op 10 juli 1796 huwde hij Maria Sara van Oyen (1767), die overleed op 24 mei 1826 op het landgoed De Haere. Hij kreeg zes zoons en zes dochters met Van Oyen. Twee van hun kinderen stierven op jonge leeftijd en één zoon, Anthoon Hendrik Pieter Carel, zou burgemeester van Olst worden. Zijn nageslacht draagt de naam Van Suchtelen van de Haare, bij sommigen gespeld of gewijzigd in Haere.